# Esclave (nouvelle)
Esclave (Schiavo) est une nouvelle de Dino Buzzati, incluse dans le recueil Le K paru en 1966.

## Résumé
Luigi est marié à une jeune femme, nommée Clara, très belle et dont il est fou amoureux. 
Un jour, il rentre du travail plus tôt que d'habitude et la voit en train de lui préparer des gâteaux. Il s'extasie devant son dévouement, mais constate aussi que, sous chaque cerise, sa femme verse une poudre blanche. Il se souvient de ses maux de ventre qui surviennent depuis peu et qu'aucun médecin n'a su expliquer. Il entre dans la cuisine et demande des explications à sa femme qui s'indigne de son manque de confiance et menace de le quitter. Épouvanté, le vieil homme la supplie de lui pardonner : sa femme accepte à condition qu'il mange tous les gâteaux à genoux devant elle. Il s'exécute sachant qu'il en mourra. 
Le récit se termine sur cette phrase : « La mort était un paradis, puisqu'elle venait d'elle »